# 636
Năm 636 là một năm trong lịch Julius. 

## Mất
- 28 tháng 7: Văn Đức Thuận Thánh hoàng hậu Trưởng Tôn Thị, hoàng hậu của Đường Thái Tông Lý Thế Dân thời nhà Đường (s. 601)